# Österreichische Fußball-Frauenmeisterschaft 1980/81
Die österreichische Fußball-Frauenmeisterschaft 1980/81 war die neunte Meisterschaft im österreichischen Frauenfußball nach der 35-jährigen Pause zwischen 1938 und 1972. Sie bestand aus der zwölften Auflage einer höchsten Spielklasse (Damenliga Ost – 1. Leistungsstufe) sowie einer zweiten Auflage einer zweithöchsten Spielklasse (Damenliga Ost 2. Leistungsstufe) und wurde vom Wiener Fußball-Verband veranstaltet.

## Erste Leistungsstufe – Damenliga Ost

### Modus
Jeder spielte gegen jeden viermal in insgesamt 20 Runden. Ein Sieg wurde mit zwei Punkten belohnt, ein Unentschieden mit einem Zähler.

### Saisonverlauf
Die Liga setzte sich wie im Vorjahr aus sechs Vereinen zusammen. Statt des LUV Graz war in dieser Saison allerdings die Union Kleinmünchen vertreten. Meister wurde der USC Landhaus, der damit seinen vierten Titel gewann. Der 1. DFC Leoben musste trotz letzten Ligaplatzes nicht absteigen.

### Abschlusstabelle
Die Meisterschaft endete mit folgendem Ergebnis:
| Pl.                                                | Verein                 | Sp. | S  | U | N  | Tore    | Diff. | Punkte |
| -------------------------------------------------- | ---------------------- | --- | -- | - | -- | ------- | ----- | ------ |
| 1.                                                 | USC Landhaus (C)       | 20  | 13 | 4 | 3  | 053:120 | +41   | 30     |
| 2.                                                 | DFC Ostbahn XI         | 20  | 12 | 2 | 6  | 049:320 | +17   | 26     |
| 3.                                                 | SV Aspern              | 20  | 11 | 1 | 8  | 038:280 | +10   | 23     |
| 4.                                                 | SV Elektra Wien (M)    | 20  | 7  | 4 | 9  | 035:320 | +3    | 18     |
| 5.                                                 | Union Kleinmünchen (N) | 20  | 6  | 5 | 9  | 036:410 | −5    | 17     |
| 6.                                                 | 1. DFC Leoben          | 20  | 1  | 4 | 15 | 019:850 | −66   | 06     |
| Stand: Endstand. Quelle: RSSSF, Union Kleinmünchen |                        |     |    |   |    |         |       |        |

| (M) | Österreichischer Fußball-Frauenmeister 1979/80 |
| (C) | ÖFB-Ladies-Cup-Sieger 1979/80                  |
| (N) | Neuaufsteiger der Saison 1979/80               |

Aufsteiger
- Damenliga Ost (2. LSt.): DSC Alland-Brunn
- Steiermark: LUV Graz

## Zweite Leistungsstufe – Damenliga Ost

### Modus
Jeder spielte gegen jeden zweimal in insgesamt 16 Runden. Ein Sieg wurde mit zwei Punkten belohnt, ein Unentschieden mit einem Zähler.

### Saisonverlauf
Die Liga setzte sich aus gegenüber dem Vorjahr, indem sieben Vereine teilnahmen, aus neun Klubs zusammen. Nicht dabei waren heuer der ASV Unterwaltersdorf und der USC Halbturn. Dafür waren mit dem SC Lanzenkirchen, dem 1. SC Sollenau, dem SV Baden und SV Großfeldsiedlung vier neue Klubs vertreten. Meister wurde die DSC Alland-Brunn, die damit in der nächsten Saison in der höchsten Leistungsstufe vertreten sein wird.

### Abschlusstabelle
Die Meisterschaft endete mit folgendem Ergebnis:
| Pl.              | Verein                   | Sp. | S  | U | N  | Tore    | Diff. | Punkte |
| ---------------- | ------------------------ | --- | -- | - | -- | ------- | ----- | ------ |
| 1.               | DSC Alland-Brunn         | 16  | 16 | 0 | 0  | 112:600 | +106  | 32     |
| 2.               | USC Landhaus II          | 16  | 12 | 1 | 3  | 057:120 | +45   | 25     |
| 3.               | ASV 13                   | 16  | 7  | 4 | 5  | 042:180 | +24   | 18     |
| 4.               | KSV Wiener Berufsschulen | 16  | 8  | 1 | 7  | 052:280 | +24   | 17     |
| 5.               | SV Aspern II             | 16  | 7  | 2 | 7  | 047:370 | +10   | 16     |
| 6.               | SC Lanzenkirchen (N)     | 16  | 6  | 2 | 8  | 027:410 | −14   | 14     |
| 7.               | 1. SC Sollenau (N)       | 16  | 5  | 1 | 10 | 022:400 | −18   | 11     |
| 8.               | SV Baden (N)             | 16  | 4  | 3 | 9  | 024:500 | −26   | 11     |
| 9.               | SV Großfeldsiedlung (N)  | 16  | 0  | 0 | 16 | 003:154 | −151  | 0      |
| Stand: Endstand. |                          |     |    |   |    |         |       |        |

| (A) | Absteiger der Saison 1979/80     |
| (N) | Neueinsteiger der Saison 1979/80 |

Aufsteiger
- Burgenland: USC Halbturn
- Niederösterreich: SC Katzelsdorf , SC Wullersdorf
- Wien: keiner